# Закон про заснування Української Академії наук
Закон про заснування Української Академії наук — закон Української Держави, що проголошував заснування Української Академії наук в місті Києві.
Затверджений 14 листопада 1918 року. Ухвалював статут Академії, визначав її структуру та організацію, процедуру прийняття рішень, обговорював бюджет. Складався з 9 статей. Набув чинності 27 листопада 1918 року.